# Melody Nosipho Niemann
Melody Nosipho Niemann (Johannesburg, 24 settembre 2010) è un'attrice statunitense.
È nota soprattutto per aver interpretata Emma nel film televisivo Sfida tra i fornelli (2019) e Jojo nella serie cinematografica live-action di Sonic the Hedgehog (Sonic - Il film e Sonic 2 - Il film).

## Biografia
Melody è figlia di Juergen Niemann e Maju Dladla, una fondatrice del coro gospel Soweto (vincitore di un Grammy Award),
ha un fratello, Nhlakanipho, con cui vive in Canada. Ama recitare da quando aveva cinque anni.

## Filmografia

### Cinema
- Sonic - Il film (Sonic the Hedgehog), regia di Jeff Fowler (2020)
- Spontaneous, regia di Brian Duffield (2020)
- Sonic 2 - Il film (Sonic the Hedgehog 2), regia di Jeff Fowler (2022)

### Televisione
- A Gingerbread Romance – film TV (2018)
- Sfida tra i fornelli – film TV (2019)
- Chip and Potato – serie TV, 1 episodio (2019)
- A Family Christmas Gift – film TV (2019)
- Legends of Tomorrow – serie TV, 2 episodi (2019-2020)
- Upside-Down Magic – film TV (2020)
- Le terrificanti avventure di Sabrina – serie TV, 1 episodio (2020)
- A Million Little Things – serie TV, 1 episodio (2022)

## Doppiatrici italiane
Nelle versioni in italiano delle opere in cui ha recitato, Melody Nosipho Niemann è stata doppiata da:
- Matilde Ferraro in Sonic - Il film, Sonic 2 - Il film

## Riconoscimenti
- The Joey Awards
  - 2019 - Candidatura alla miglior attrice protagonista in un telefilm per A Gingerbread Romance
  - 2019 - Candidatura alla miglior attrice non protagonista in una serie TV tra i 6 e i 9 anni per '
  - 2019 - Miglior attrice di supporto in un telefilm per Sfida tra i fornelli
  - 2020 - Miglior attrice in un film della settimana o lungometraggio per Sonic - Il film
- Young Entertainer Awards
  - 2020 - Candidatura alla miglior attrice di supporto in un telefilm, miniserie o speciale per A Family Christmas Gift